# Гамбург-Штайлсгоп
Штайлсгоп (нім. Steilshoop) — частина району Вандсбек вільного та ганзейського міста Гамбург. На півночі межує з кладовищем Олсдорф, найбільшим парковим кладовищем у світі. На південному сході межує з запрудженим озером Брамфельдер-Зеє, яке живить Зеєбек (також відомий як Гренцбах), який тече на південь до Бармбек-Норд в Остербек, і далі в Альстер, утворюючи східний кордон із Брамфельдом. На півдні та заході  Штайлсгоп межує з Бармбек-Норд і одночасно утворює кордон з районом Гамбург-Північ.